# Szabolcs Sáfár
Szabolcs Sáfár [ˈsɒboltʃ ˈʃaːfaːr] (* 20. August 1974 in Budapest) ist ein ehemaliger ungarisch-österreichischer Fußballspieler. Der einstige Türhüter ist heute als Torwarttrainer tätig.

## Karriere
Der Torhüter Sáfár begann seine Karriere bei Budapesti Vasas in seiner Heimat Ungarn. Seine erste Auslandsstation war der SV Austria Salzburg, zu dem er 1997 wechselte. Während seines Aufenthaltes in Salzburg erhielt der Ungar zusätzlich die österreichische Staatsbürgerschaft. Wegen starken Leistungen im Dress der Salzburger bekam Sáfár ein Angebot vom deutschen Klub Borussia Mönchengladbach, doch Sáfár verletzte sich ein paar Tage, bevor er den Vertrag unterschreiben sollte, bei einem gehaltenen Elfmeter. So zogen die Gladbacher das Angebot zurück.
Im Sommer 2003 ging Sáfár ablösefrei zu Spartak Moskau nach Russland. Nach einem halben Jahr als Reservist kam Sáfár wieder zurück nach Österreich. Ab Dezember 2003 spielte er beim FK Austria Wien, wo er zunächst als Ersatztorwart hinter Joey Didulica lediglich bei Cup-Spielen ein „fixes Leiberl“ hatte. Nach Didulicas Abgang 2006 war Szabolcs Sáfár lange Zeit die Nummer eins im Austria-Tor.
2009/2010 hatte Sáfár wiederholt mit Verletzungen zu kämpfen und wurde durch Robert Almer und, nach einer Verletzung Almers, vor allem durch Heinz Lindner ersetzt. In der folgenden Saison etablierte sich Lindner zunächst als Stammtorhüter, und Sáfár kam nur mehr zu wenigen Einsätzen. In den letzten Runden der Saison 2010/2011 setzte Austria-Trainer Karl Daxbacher Sáfár nach schwachen Leistungen Lindners wieder von Beginn an ein, sodass der gebürtige Ungar am 14. Mai 2011 im Heimspiel gegen Wacker Innsbruck sein 300. Ligaspiel in der höchsten österreichischen Spielklasse feiern konnte.
Zur Saison 2011/2012 wechselte er indes nach Innsbruck, zu Wacker, nachdem der dortige Stammtorhüter Pascal Grünwald zur Austria abgewandert war. Zu Saisonende 2014 hat Sáfár Innsbruck verlassen, da man aufgrund des Abstieges in die Erste Liga den Altersdurchschnitt senken und Gehälter einsparen will. Als Ersatz holten die Innsbrucker den abgewanderten Pascal Grünwald zurück.
Zur Saison 2014/15 wechselte Sáfár in die Regionalliga Ost zum SC Ritzing und nach einer Spielzeit für zwei weitere Saisonen zum SK Wullersdorf, ehe er im Sommer 2019 seine Karriere als Spieler beendete. Davor war er mit der Mannschaft noch als Meister der siebentklassigen 1. Klasse Nordwest in die sechstklassige Gebietsliga Nord/Nordwest aufgestiegen und hatte in seiner letzten Saison mit der Mannschaft in der sehr dicht gestaffelten Endtabelle den achten Platz belegt.
Von Sommer 2015 bis Sommer 2019 betreute er parallel dazu als Torwarttrainer die U-15-, U-16- und U-18-Akademiemannschaften des FK Austria Wien. In der Saison 2019/20 war er Torwarttrainer der Young Violets Austria Wien und danach in gleicher Position beim FC Wacker Innsbruck beschäftigt. Nach zwei Jahren in Tirol wurde er im Sommer 2022 vereinslos und im Oktober selben Jahres zum Torwarttrainer des österreichischen Zweitligisten SV Horn ernannt. Im Sommer 2023 wurde er durch David Affengruber in dieser Funktion ersetzt und übernahm stattdessen die Tätigkeit als Koordinator im Torwartbereich bei Admira Wacker, als solcher er aktuell (Stand: Mai 2025) noch immer tätig ist.

## Galerie

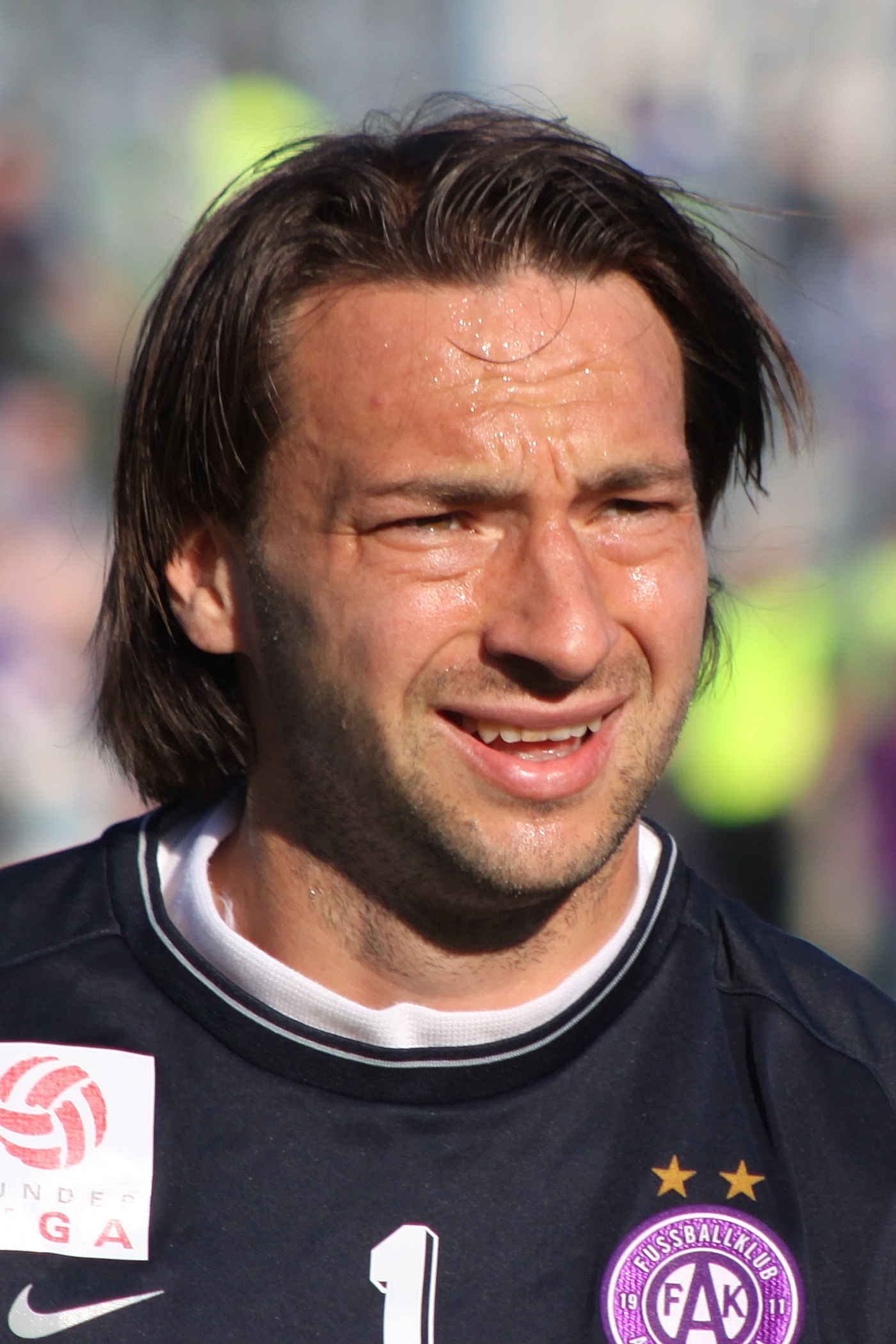
Szabolcs Sáfár als Spieler des FK Austria Wien (2009)
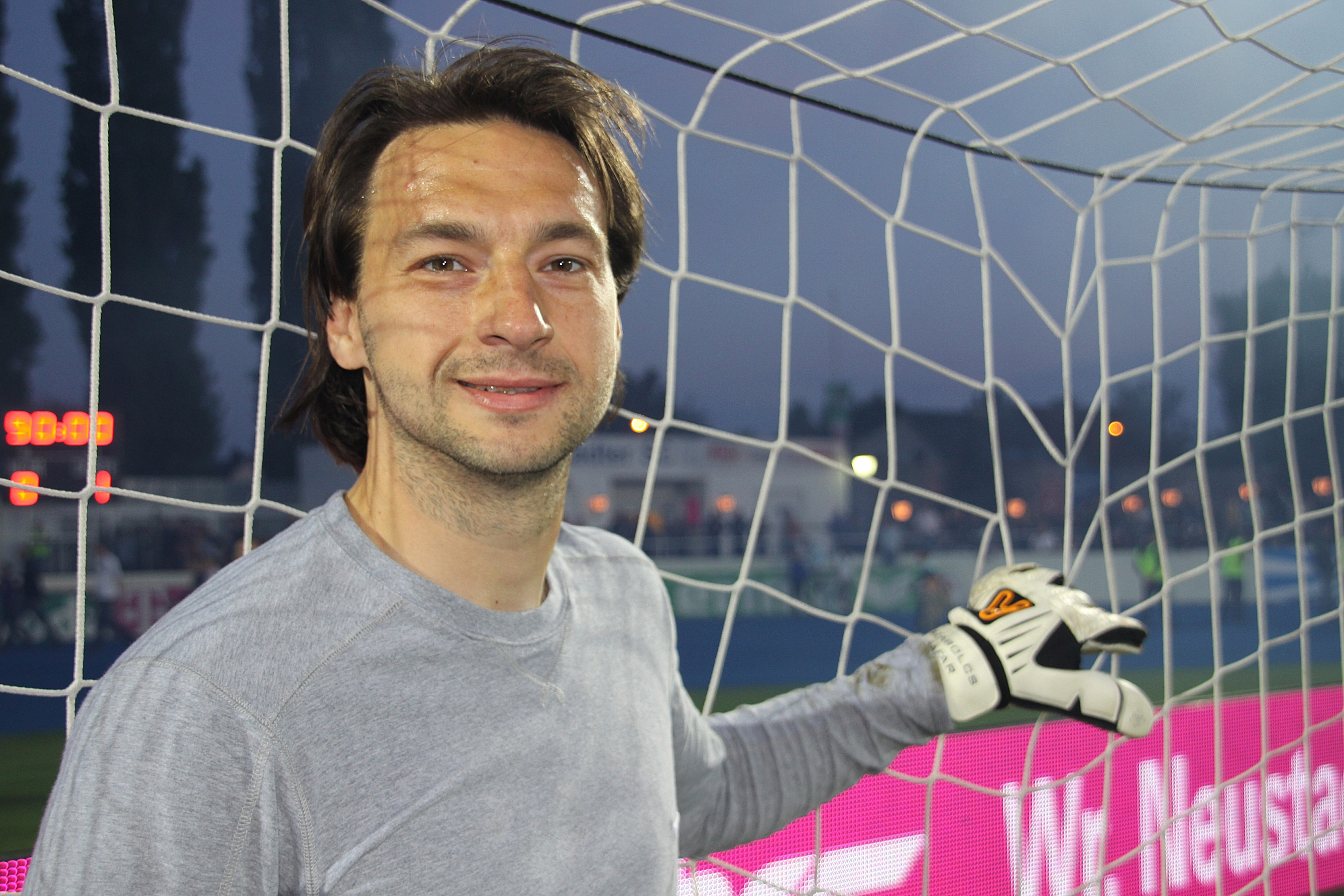
Szabolcs Sáfár als Spieler des FK Austria Wien (2009)
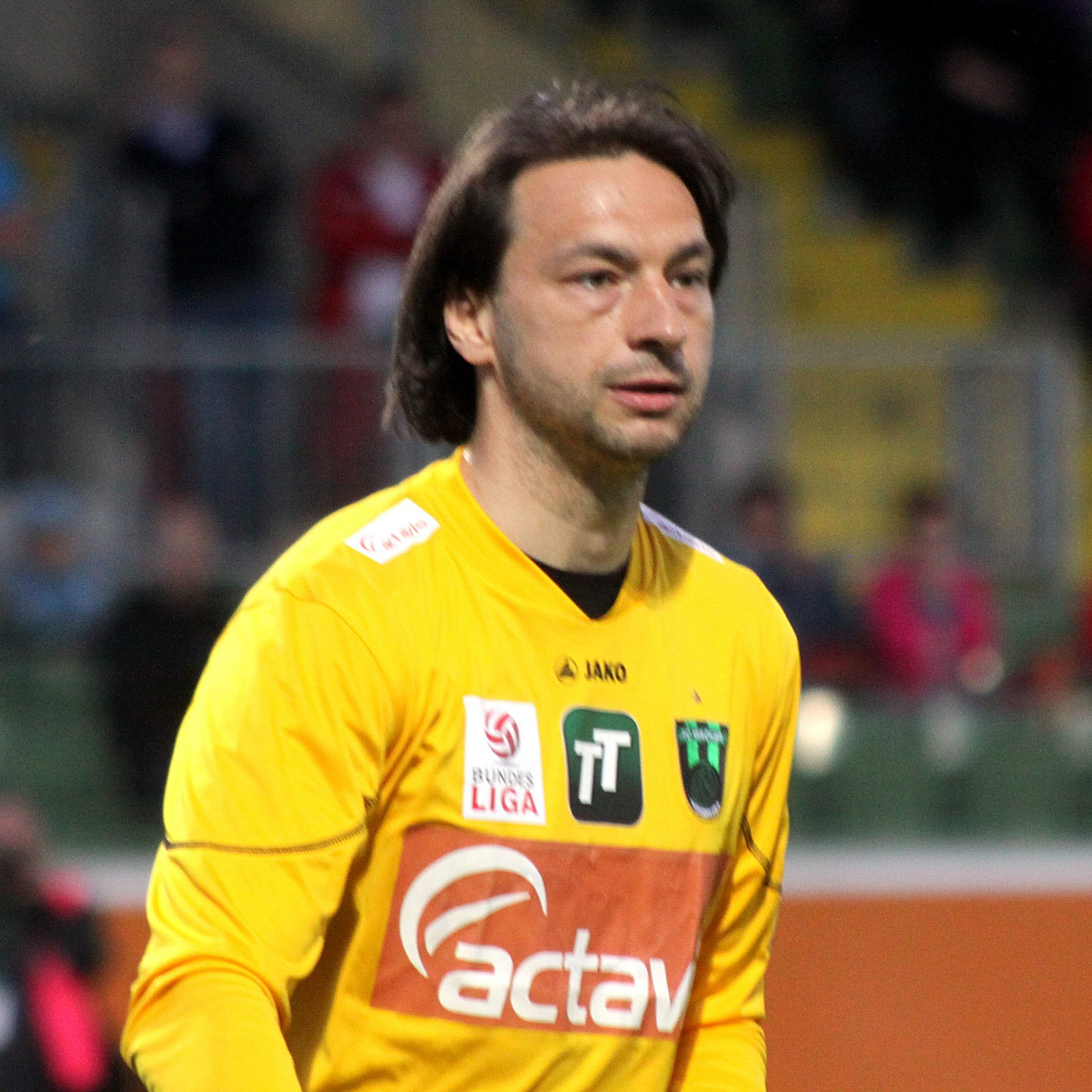
Szabolcs Sáfár als Spieler des FC Wacker Innsbruck (2013)

## Erfolge
- 1 × Österreichischer Meister: 2006
- 4 × Österreichischer Cupsieger: 2005, 2006, 2007, 2009
- 14 Spiele für die ungarische Fußballnationalmannschaft von 1996 bis 2001